# Platycleis elytris
Platycleis elytris är en insektsart som beskrevs av Boris Petrovich Uvarov 1910. Platycleis elytris ingår i släktet Platycleis och familjen vårtbitare. Inga underarter finns listade i Catalogue of Life.